# О’Нил, Деннис
Деннис Джей «Денни» О’Нил (англ. Dennis J. "Denny" O'Neil, 3 мая 1939 — 11 июня 2020) — американский сценарист и редактор комиксов, главным образом, для Marvel Comics и DC Comics в 1970— 1980-х годах.
Наиболее известные работы О’Нила — совместная серия Зелёный Фонарь/Зелёная стрела и Бэтмен вместе с Нилом Адамсом, Тень вместе с Майклом Калута и Вопрос вместе с Денисом Коуном. Как редактор известен преимущественно редактированием некоторых сюжетных линий комиксов о Бэтмене. Является членом благотворительной организации The Hero Initiative.

## Биография
О’Нил окончил Университет Сент-Луиса в конце 1960-х годов по специальности английская литература, литературное творчество и философия. После университета от проходил военную службу в ВМС США и участвовал в блокаде Кубы во время Карибского кризиса. После окончания службы, О’Нил получил работу в городской газете Кейп Жирардо, штат Миссури, где занимался написанием колонок. Вскоре деятельность О’Нила привлекла внимание Роя Томаса, который в то время покинул издательство DC Comics и работал со Стэном Ли. Он предложил О’Нилу присоединиться к Marvel Comics и показать себя. О’Нил написал четырехстраничный сюжет в одном из выпусков комикса о Фантастической четвёрке, что впечатлило Стэна Ли и он был принят на постоянной основе. Спустя некоторое время, когда компания начала расширяться и Ли уже не мог самостоятельно писать большую часть серий, часть работы легла на Томаса и О’Нила, которые занимались серией Strange Tales о Докторе Стрэндже, некоторыми выпусками Rawhide Kid и  Millie the Model, а также комиксами о Сорвиголове, когда Стэн Ли отправился в отпуск.
Когда перспективы работы в Marvel пошли на спад, О’Нил некоторое время работал на Charlton Comics под псевдонимом Серджиус О’Шагенси. Вскоре, когда продажи комиксов DC начали увеличиваться, О’Нил начал работать в издательстве, где из под его пера вышли выпуски многих серий, в том числе Beware the Creeper, Wonder Woman и Justice League of America, а наибольший успех ему принесла совместная работа вместе с Нилом Адамсом — серия Green Lantern/Green Arrow, которая объединила двух популярных героев того времени. Позже, О’Нил продолжал работать над персонажем Зелёной стрелы, переработав его образ в серии  Brave and the Bold в 1969—1986 годах. Вместо богатого бизнесмена, О’Нил сделал его уличным борцом с преступностью. В 1970-х он работал над сериями о Бэтмене, что тоже считается одной из его самых успешных работ. О’Нил сделал его более похожим на образ, созданный в телесериале 60-х годов, часто использующим навыки детектива, так же ввел нового злодея — Ра'с аль Гула.
После возвращение О’Нила в Marvel в 1980-х годах, он взял на себя написание серии The Amazing Spider-Man, которая выходила под его авторством два года. Также, он был сценаристом Iron Man в 1982—1986 годах, и Daredevil в 1983—1985.
Кроме работы над комиксами, Деннис О’Нил написал несколько романов, новелл, обзоров и сценариев к телеспектаклям. Под его авторством вышла новеллизация фильмов «Бэтмен: Начало» и «Тёмный рыцарь». До октября 2008 года вёл еженедельную колонку для ComicMix, а также написал серию графических романов о мастере кунг-фу Ричарде Драконе, которая позже была адаптирована для комиксов DC.

## Награды
О’Нил несколько раз был лауреатом премии Shazam Awards: за «Лучшую продолжающуюся серию» (Green Lantern/Green Arrow), «Лучший короткий сюжет» («No Evil Shall Escape My Sight» в выпуске Green Lantern #76, совместно с Нилом Адамсом), «Лучший писатель (драма)» в 1970 году за работу над Суперменом, Бэтменом. Зелёным Фонарём и дургими персонажами, и за «Лучшую индивидуальную историю» («Snowbirds Don't Fly» в выпуске Green Lantern #85, совместно с Нилом Адамсом) в 1971 году.

### Аудиоинтервью
- Word Balloon интервью, март 2006
- Around Comics Interview on Around Comics Part 1
- Around Comics Interview on Around Comics Part 2